# RD-107-8D74PS
RD-107-8D74PS – radziecki silnik rakietowy. Skonstruowany przez OKB Głuszko. Stanowił napęd członu Sputnik 8K71PS-0 rakiet Sputnik 8K71PS. Używany w latach 1957–1958 w ilości 32 sztuk.
Podane oznaczenie utworzone zostało z oznaczenia konstruktora (RD-107) i oznaczenia rządowego (8D74PS).